# Filo de Arena
Filo de Arena är en ort i Mexiko.   Den ligger i kommunen Tlacoapa och delstaten Guerrero, i den sydöstra delen av landet, 240 km söder om huvudstaden Mexico City. Filo de Arena ligger 2 173 meter över havet och antalet invånare är 102.
Terrängen runt Filo de Arena är kuperad norrut, men söderut är den bergig. Terrängen runt Filo de Arena sluttar söderut. Runt Filo de Arena är det ganska glesbefolkat, med 24 invånare per kvadratkilometer. Närmaste större samhälle är Malinaltepec, 14,9 km öster om Filo de Arena. I omgivningarna runt Filo de Arena växer huvudsakligen savannskog.